# Outrun (Sportmagazin)
Das Sportmagazin Outrun war eine deutschsprachige Zeitschrift für Sportler, die mit einer Behinderung leben und erschien von 1999 bis 2010.

Es war das einzige freie, verbandsunabhängige Periodikum für diese spezielle Zielgruppe im deutschsprachigen Raum, wobei Outrun in seiner Berichterstattung grundsätzlich alle Sportarten berücksichtigte.
Von der Gründung 1999 an erschien das Magazin dreimonatlich im Erschbaumer Verlag, laut Mediadaten 2008 mit einer Druckauflage von 12.500 Exemplaren (verbreitete Auflage: 11.500).
Zu den Paralympics 2000 in Sydney, 2002 in Salt Lake City, 2004 in Athen und 2006 in Turin sind jeweils die Sonderausgaben Outrun extra erschienen. Bei den Paralympics 2008 in Beijing wurde die komplette Berichterstattung in die regulären Ausgaben integriert. Die letzte Ausgabe erschien im Winter 2010/11. Danach wurde die Zeitschrift eingestellt.
Die persönlichen Schicksale, die hinter den Behinderungen der Sportler stehen, wurden in Outrun in der Regel nicht zum Thema gemacht. Die Behinderung der Athleten wurde nur dann explizit erwähnt, wenn der Zusammenhang es erforderte. Dementsprechend wurden Artikel von der ersten Ausgabe an nicht mit Überschriften nach dem Muster „Sport trotz Behinderung“ versehen. Ebenso lang ersetzte der Begriff Wettkampfklasse die teils heute noch unter behinderten Sportlern übliche Bezeichnung Schadensklasse.
Die Zeitschrift berichtete über Events, Personen und Hintergründe aus der Szene. In der Rubrik Science wurden gelegentlich sportwissenschaftliche Themen behandelt. In der Rubrik Special wurde ein meist aktuelles Thema umfangreicher und tiefgründiger bearbeitet. Themenbeispiele hierfür sind die Premiere der Bundesliga im Blindenfußball (outrun 1/08) oder die Entwicklung neuer Trendsportarten im Behindertensport wie Nordic Walking für Menschen mit einer Beinamputation (outrun 2/06).
Das teils schmutzig wirkenden Erscheinungsbild der Zeitschrift, in der viel mit variabler Typo gearbeitet wurde, war an Skatermagazine angelehnt. Das Magazin wich stark vom typischen Zeitschriften-Layout ab und war zugunsten der Lesbarkeit insgesamt ruhig gestaltet. Als Teil des Heftkonzepts war das Format von 213 mm Breite mal 276 mm Höhe zu verstehen, das leicht von der A4-Größe (210 mm mal 297 mm) abwich.
Die Zeitschrift Outrun stellte ihre Verbreitung neben dem klassischen Abonnement unter anderem über einen Freiverteiler sicher, mit dem gleichzeitig unter behinderten Menschen Werbung für den Sport betrieben wurde.
Nach eigener Aussage besaß Outrun eines der umfangreichsten Bildarchive zum Thema Behindertensport.
Die Zeitschrift wurde von Chefredakteur und Herausgeber Franco Erschbaumer entwickelt, der hierfür eigens den Erschbaumer Verlag ins Leben rief. Erschbaumer studierte zuvor Sportwissenschaften an der Deutschen Sporthochschule Köln und Public Relations an der Schule für Marketing und Kommunikationstechniken in Florenz.

## Auszeichnungen
Im Jahr 2000 konnte Outrun den Paralympic Media Award in der Kategorie Print gewinnen. Im selben Jahr gewann der Verlag mit seinem Konzept den 2. Platz in der Regionalausscheidung Köln des StartUp-Gründerpreises, der von der Zeitschrift Stern, der Unternehmensberatung McKinsey & Company sowie dem DSGV vergeben wurde.
2006 war die Zeitschrift offizieller Mediapartner der INAS-FID Fußball-WM der Menschen mit Behinderung in Deutschland.